# Васил Личев
Васил Пенев Личев е български революционер, участник в подготовката на Априлското въстание от 1876 година.

## Биография
Васил Личев е роден в пловдивското село Ръжево Конаре. Работник е в мелницата на съселянина си Бони Иванов Карабонев, който ръководи местния революционен комитет още от времето на Васил Левски, но се занимавал и със земеделие и зидарство. Не са известни данни за него преди да започне подготовката за Априлското въстание, но в навечерието му в къщата му се леят куршуми и се приготвят сухари. На събранието в Оборище Васил Личев е изпратен като представител на село Ръжево Конаре с пълномощно, подписано от Бони Карабонев. Селото обаче не въстава, вероятно заради ареста на Бони Карабонев и още няколко членове на местния комитет. Васил Личев обаче не е сред тях, той успял да се укрие, доживява Освобождението и умира през 1882 година.